# Henriette Jelinek
Pour les articles homonymes, voir Jelinek.
Henriette Jelinek est une écrivaine française, née le 15 juillet 1923 à Saint-Paul-lès-Dax et morte le 3 novembre 2007 à Paris 18e.

## Biographie
Psychologue de formation, elle a obtenu en 2005 le Grand Prix du roman de l'Académie française pour Le Destin de Iouri Voronine.
Son premier roman, La Vache multicolore, découvert par Raymond Queneau, est publié chez Gallimard en 1961. Elle a publié près d'une quinzaine d'ouvrages, et a été coscénariste des films L'Adolescente de Jeanne Moreau (1979) et Premier Voyage de Nadine Trintignant (1980). Parallèlement, elle est enseignante jusqu'en 1968, date à laquelle elle peut se consacrer exclusivement à la littérature.

## Œuvre
- 1961 : La Vache multicolore, Gallimard,  (ISBN 2070233855)
- 1963 : Le Gentil Liseron, Gallimard,  (ISBN 2070233863)
- 1964 : La Route du whisky, Gallimard,  (ISBN 2070233871)
- 1965 : Portrait d'un séducteur, Gallimard,  (ISBN 207023388X).
- 1967 : La Marche du fou, Gallimard,  (ISBN 2070233898) – adapté au cinéma en 1971.
- 1969 : La Vie de famille, Gallimard,  (ISBN 2070271072)
- 1972 : Les bêtes n'aiment pas l'amour des hommes, Gallimard,  (ISBN 2070283399)
- 1975 : Dans la nuit des deux mondes, Gallimard,  (ISBN 2070293335)
- 1978 : Ann Lee rachète les âmes, Julliard.
- 1979 : L'Adolescente, Éd. Albatros.
- 1979 : Le Porteur de Dieu, Julliard.
- 1981 : Madame le Président de la République française, Stock.
- 1987 : Une goutte de poison, Ramsay.
- 2005 : Le Destin de Iouri Voronine, éditions de Fallois,  (ISBN 2877065650) – Grand Prix du roman de l'Académie française

## Filmographie
- 1970 : Êtes-vous fiancée à un marin grec ou à un pilote de ligne ?, adaptation de son roman la Marche du fou
- 1979 : L'Adolescente, scénario original
- 1980 : Premier Voyage, co-scénariste avec Nadine Trintignant